# Tellina urinatoria
Tellina urinatoria is een tweekleppigensoort uit de familie van de Tellinidae. De wetenschappelijke naam van de soort is voor het eerst geldig gepubliceerd in 1911 door Suter.